# رمضانعلی سبحانی‌فر
رمضانعلی سبحانی‌فر (۱۳۴۴) سیاستمدار اصلاح‌طلب یا اعتدال‌گرا است که در ادوار نهم و دهم مجلس شورای اسلامی نمایندهٔ حوزه انتخابیه سبزوار بود.
او طی ۸ سال حضور در مجلس عضو کمیسیون صنایع و معادن مجلس شورای اسلامی بود. رئیس کمیته مخابرات مجلس نیز بود.
سبحانی‌فر در ۲۷ مرداد ۱۳۹۹ از سوی وزیر ارتباطات و فناوری اطلاعات به عنوان معاون وزیر و رئیس هیئت مدیره و مدیر عامل شرکت ملی پست ایران منصوب شد.
او سخنگوی حزب اعتدال و توسعه است.

## مجلس شورای اسلامی
او نمایندهٔ دورهٔ نهم مجلس شورای اسلامی و عضو کمیسیون صنایع و معادن مجلس شورای اسلامی از حوزهٔ انتخابیهٔ سبزوار، جغتای، جوین و خوشاب در استان خراسان رضوی بود.
سبحانی‌فر در انتخابات مجلس دهم در لیست امید در انتخابات شوراهای شهر و روستا اصلاح‌طلبان قرار داشت و توانست با کسب ۷۵٬۳۰۸ رای از مجموع ۲۳۷٬۹۷۷ به عنوان نمایندهٔ سبزوار به مجلس دهم راه یابد.